# إقليم علي صبيح
 إقليم علي صبيح هو تقسيم إداري في جنوب جيبوتي.